# Mikel Gogorza
Mikel Johan Gogorza Krüger-Johnsen (Nærum, 27 settembre 2006) è un calciatore danese, attaccante del Midtjylland.

## Carriera

### Club
È cresciuto nel settore giovanile del Midtjylland, con cui ha firmato il primo contratto professionistico il 12 ottobre 2021. Ha debuttato in prima squadra il 18 febbraio 2024 nell'incontro di Superligaen perso 1-0 contro il Brøndby ed ha segnato il suo primo gol il 1º dicembre seguente nell'incontro vinto 3-0 contro il Vejle.

### Nazionale
Ha giocato con le nazionali giovanili danesi Under-18 ed Under-19.

## Statistiche

### Presenze e reti nei club
Statistiche aggiornate al 23 gennaio 2025
| Stagione        | Squadra         | Campionato      | Campionato | Campionato | Coppe nazionali | Coppe nazionali | Coppe nazionali | Coppe continentali | Coppe continentali | Coppe continentali | Altre coppe | Altre coppe | Altre coppe | Totale | Totale | Totale |
| Stagione        | Squadra         | Comp            | Pres       | Reti       | Comp            | Pres            | Reti            | Comp               | Pres               | Reti               | Comp        | Pres        | Reti        | Pres   | Reti   |        |
| --------------- | --------------- | --------------- | ---------- | ---------- | --------------- | --------------- | --------------- | ------------------ | ------------------ | ------------------ | ----------- | ----------- | ----------- | ------ | ------ | ------ |
| 2023-2024       | Midtjylland     | SL              | 1          | 0          | CD              | 0               | 0               | UECL               | 0                  | 0                  | -           | -           | -           | 1      | 0      |        |
| 2024-2025       | Midtjylland     | SL              | 7          | 1          | CD              | 2               | 0               | UCL+UEL            | 1+5                | 0                  | -           | -           | -           | 15     | 1      |        |
| Totale carriera | Totale carriera | Totale carriera | 8          | 1          |                 | 2               | 0               |                    | 6                  | 0                  |             | -           | -           | 16     | 1      |        |

## Palmarès

### Club

#### Competizioni nazionali
- Campionato danese: 1

Midtjylland: 2023-2024